# Michel Bruyninckx
Michel Bruyninckx es un entrenador de fútbol belga. Michel ha pasado la mayor parte de su vida profesional en el mundo de la enseñanza y del fútbol profesional. Después de haber sido director técnico y entrenador de la cantera de varios clubes profesionales, entre los cuales el RSC Anderlecht, Michel Bruyninckx ha sido director de la cantera del Standard de Lieja en 2012. En 2013, ha trabajado para la Aspire Academy (Catar) como codirector responsable del rediseño de los programas de formación.
Sus investigaciones, su especialización y su experiencia en este campo le han permitido concebir el método CogiTraining así como la práctica de SenseBall, un método de entrenamiento que combina el entrenamiento de fútbol con ejercicios neurológicos para mejorar el desarrollo cognitivo del atleta y mejorar sus competencias futbolísticas.  Mientras que un futbolista profesional toca la pelota de media 50.000 veces en una temporada, con SenseBall, la toca 500.000 veces.
Michel Bruyninckx ha perfeccionado su método en colaboración con la URBSFA y la  Universidad católica de Lovaina durante un periodo de 11 años entre 2000 y 2011 y es considerado ahora por algunos como el « gúru del cerebro » y la persona a la que se debe el desarrollo de la generación actual de las estrellas mundiales de Bélgica.
Michel ha formado y aconsejado numerosos jóvenes futbolistas que se han convertido en profesionales entre los cuales Dries Mertens ( FC Napoli ), Steven Defour ( Burnley FC ), Sven Kums  ( RSC Anderlecht ), Omar El Kaddouri ( PAOK FC ), Faris Haroun ( Royal Antwerp FC ), Imke Courtois ( Standard de Lieja (mujeres) ).
Michel Bruyninckx es actualmente conferenciante en el mundo entero sobre el aprendizaje central del cerebro basado en la neurología cognitiva, la neuropsicología y la neurobiología del deporte. La importancia de la inteligencia en el fútbol moderno lo ha traído a estar regularmente consultado por numerosos clubes y asociaciones de fútbol profesional a través del mundo, entre los cuales el  AC Milan, el FC Metz, el Sporting Kansas City, KRC Genk, Altınordu FK o el FC Lugano.
Aparte del aspecto deportivo, el método de Michel Bruyninckx, desarrollando y organizando el cerebro, mejora el aprendizaje en la escuela. Después de haber utilizado este método durante un año, los resultados escolares de los niños se mejoran de media un 10%, lo que puede explicarse en parte por una mejor capacidad de concentración.